# Paul (Indonezja)
Paul – wieś (desa) w kecamatanie Bakarangan, w kabupatenie Tapin w prowincji Borneo Południowe w Indonezji.
Miejscowość ta leży ok. 2 km na północny zachód od Rantau.